# Hannemarie Ragn Jensen
Hannemarie Graff Ragn Jensen (11. november 1938 i København – 23. maj 2014) var en dansk kunsthistoriker.
Hun blev klassisksproglig student fra Østre Borgerdyd Gymnasium i 1957 og mag.art. i kunsthistorie og italiensk fra Københavns Universitet 1966. Ragn Jensen var på ophold ved Det Danske Institut for Videnskab og Kunst i Rom i 1961 efter at have modtaget et legat fra Dronning Ingrids Romerske Fond og gennemførte i 1964 en studierejse i Grækenland, Tyrkiet og Iran, hvor hun besøgte en lang række byer. Hun foretog også studierejser til Frankrig, Holland, Østrig, Tyskland og England.
I 1968 blev hun amanuensis og 1972 lektor i kunsthistorie ved Kunsthistorisk Laboratorium, senere Institut for Kunsthistorie og Teatervidenskab, på Københavns Universitet, hvorfra hun i 2004 lod sig pensionere. Hun var kendt som en engageret og vidende underviser, som prægede flere generationer af kunsthistorikere.
Hendes to forskningsmæssige tyngdepunkter var henholdsvis den italienske renæssance og dansk guldalderkunst, og i 1984 var hun blandt initiativtagerne til oprettelsen af Forum for Renæssancestudier, som var et uformelt tværfagligt samarbejde på universitetet. Især guldaldermalerne C.W. Eckersberg, J.L. Lund, Constantin Hansen og Georg Hilker optog hende. Ragn Jensen var italienskkyndig og oversatte i 1996 Cennino Cenninis Il libro dell'arte til dansk som Bogen om malerkunsten. I 1971 havde hun for Lademann oversat Milepæle i verdenskunsten: Islamisk kunst af Ernst J. Grube fra engelsk, og i 1973 var hun sammen med Palle Lauring oversætter af Ernst H. Gombrichs The Story of Art som Kunstens historie (Gyldendal 1973 og 1979). Hun var desuden bidragyder til fjerde udgave af Weilbachs Kunstnerleksikon.
Hannemarie Ragn Jensen blev begravet fra Mariendals Kirke.